# Akyttara ritchiei
Akyttara ritchiei là một loài nhện trong họ Zodariidae.
Loài này thuộc chi Akyttara. Akyttara ritchiei được Rudy Jocqué miêu tả năm 1987.